# The Death of Slim Shady (Coup de Grâce)
The Death of Slim Shady (Coup de Grâce) je dvanácté studiové album amerického rappera Eminema. Bylo vydáno 12. července 2024 prostřednictvím společností Shady Records, Aftermath Entertainment a Interscope Records. Koncepční album se soustředí na bitvu mezi samotným Eminemem a jeho alter egem Slim Shady. Album zahrnuje hardcore hip hop, comedy hip hop a uvědomělý hip hop. Na albu hostují White Gold, Sly Pyper, Bizarre, JID, Dem Jointz, Ez Mil, Skylar Grey, Big Sean, BabyTron a Jelly Roll, na deluxe edici také 2 Chainz, Westside Boogie, Grip a Fifteenafter.

## Produkce
Na produkci alba se podílel Eminem spolu s Dem Jointz, Fredwreckem, Cubeatzem a Colem Bennettem. Na albu se podílel i Dr. Dre, Mr. Porter a Luis Resto. Následuje po jeho albu Music to Be Murdered By z roku 2020 a albu největších hitů Curtain Call 2 z roku 2022. Je to jeho první studiové album od debutu Infinite z roku 1996, které neprodukoval Dr. Dre.

## Recenze a kritika
Album bylo propagováno čtyřmi singly: „Houdini“, „Tobey“, „Somebody Save Me“ a „Temporary“. Kritika jej hodnotila smíšeně. Má nejnižší skóre na Metacritic ze všech Eminemových alb. Kritici chválili Eminemovu techniku rapu, zatímco texty písní kritizovali.

## Seznam skladeb
| Pořadí | Název                                     | Délka |
| ------ | ----------------------------------------- | ----- |
| 1.     | "Renaissance"                             | 1:38  |
| 2.     | "Habits" (feat. White Gold)               | 4:58  |
| 3.     | "Trouble"                                 | 0:41  |
| 4.     | "Brand New Dance"                         | 3:27  |
| 5.     | "Evil"                                    | 3:50  |
| 6.     | "All You Got" (skit)                      | 0:24  |
| 7.     | "Lucifer" (feat. Sly Pyper)               | 4:22  |
| 8.     | "Antichrist"                              | 5:14  |
| 9.     | "Fuel" (feat. JID)                        | 3:33  |
| 10.    | "Road Rage" (feat Dem Jointz a Sly Pyper) | 3:38  |
| 11.    | "Houdini"                                 | 3:47  |
| 12.    | "Breaking News" (skit)                    | 0:37  |
| 13.    | "Guilty Conscience 2"                     | 5:25  |
| 14.    | "Head Honcho" (feat. Ez Mil)              | 3:55  |
| 15.    | "Temporary" (feat. Skylar Grey)           | 4:57  |
| 16.    | "Bad One" (feat. White Gold)              | 4:30  |
| 17.    | "Tobey" (feat. BabyTron a Big Sean)       | 4:45  |
| 18.    | "Guess Who's Back" (skit)                 | 1:03  |
| 19.    | "Somebody Save Me" (feat. Jelly Roll)     | 3:50  |

| Bonusová verze | Bonusová verze                                        | Bonusová verze |
| Pořadí         | Název                                                 | Délka          |
| -------------- | ----------------------------------------------------- | -------------- |
| 1.             | "Steve Berman" (skit)                                 | 0:25           |
| 2.             | "Fuel (Shady Edition)" (feat. Westside Boogie a Grip) | 4:53           |
| 3.             | "Like My Shit" (feat. Fifteenafter)                   | 3:49           |
| 4.             | "Kyrie & Luka" (feat. 2 Chainz)                       | 4:13           |
| Celková délka: | Celková délka:                                        | 77:48          |

## Obsazení

### Hudebníci
- Eminem – zpěv, rap
- Luis Resto – klávesy
- Sly Pyper – zpěv
- Dem Jointz – kytara, klávesy
- Steve King – kytara
- Curt Chambers – basová kytara, kytara
- R Palmer – mluvící meč
- Bizarre – zpěv
- Traci Nelson – zpěv
- Teeba – basová kytara
- JRGotTheHits – bicí
- Cocoa Sarai – zpěv
- David „Preach“ Balfour – klávesy
- Steve Miller – zpěv
- Devin Scillian – hlasatel zpráv
- Kimberly Gill – hlasatel zpráv